# Leitner (Familienname)
Leitner ist ein Familienname aus dem oberdeutschen Sprachraum. Er steht zu Leite ‚(steilerer) Hang‘.
In Österreich zählt er mit dem 21. Platz in der Liste der Familiennamen zu den häufigsten.

## Etymologie
- Wohnstättenname zu mhd. līte („Bergabhang, Halde“).
- Herkunftsname zu den in Bayern und Österreich häufigen Ortsnamen Leiten, Leithen.[1]

## Varianten
Andere Schreibweisen sind auch Leithner, Leidner, Leittner, Leutner, Leuthner oder sehr vereinzelt Laitner.

## Namensträger

### A
- Alois Leitner (Theologe) (1876–1923), österreichischer Theologe
- Alois Leitner (Politiker) (1924–2018), österreichischer Politiker (ÖVP)
- Annelie Leitner (* 1996), österreichische Fußballspielerin
- Annemarie Leitner (* 1923), österreichische Sängerin und Jodlerin
- Andreas von Leitner (1765–1846), österreichischer Feldmarschallleutnant
- Andreas Leitner (Basketballspieler) (* 1975), österreichischer Basketballspieler und -funktionär
- Andreas Leitner (* 1994), österreichischer Fußballspieler
- Anton G. Leitner (* 1961), deutscher Schriftsteller und Verleger

### B
- Ben-Zion Leitner (1927–2012), israelischer Soldat
- Bernhard Leitner (* 1938), österreichischer Künstler
- Birgit Leitner (* 1981), österreichische Fußballspielerin
- Burkhardt Leitner (1943–2025), deutscher Designer und Unternehmer

### C
- Clemens Leitner (* 1998), österreichischer Skispringer
- Christian Leitner (* 2009 oder 2008), österreichischer Kletterer

### D
- Dagmar Leitner (* 1962), österreichische Theaterleiterin, Regisseurin und Schauspiellehrerin
- Dieter Leitner (1945–2021), deutscher Radsportler
- Dieter W. Leitner (* 1935), deutscher Journalist, Schriftsteller, Schriftkünstler und Buchgestalter
- Doron Leidner (* 2002), israelischer Fußballspieler

### E
- Edo Leitner (1907–1991), deutscher Grafiker
- Egon Leitner (* 1965), österreichischer Biathlet
- Egon Christian Leitner (* 1961), österreichischer Philosoph und Schriftsteller
- Elias Leitner (* 2003), österreichischer Snowboarder
- Elisabeth Leitner (Politikerin) (* 1948), österreichische Politikerin (ÖVP)
- Elisabeth Leitner (Architektin) (* 1979), österreichische Architektin
- Erna Leitner  (* 1919), deutsche Keramikerin
- Ernst Leitner (Leichtathlet) (* 1912), österreichischer Hürdenläufer
- Ernst Ludwig Leitner (* 1943), österreichischer Komponist, Organist und Hochschullehrer

### F
- Fabian Leitner (* 2001), österreichischer Fußballspieler
- Felix von Leitner (* 1973), deutscher Blogger und IT-Experte
- Felix Leitner (* 1996), österreichischer Biathlet
- Felizitas Leitner (* 1957), deutsche Ärztin
- Ferdinand Leitner (1912–1996), deutscher Dirigent
- Florian Leitner (* 1988), österreichischer Fußballspieler
- Franz Leitner (1918–2005), österreichischer Politiker
- Franz Jörg Leitner (1934–2005), österreichischer Maler
- Franz Karl Leitner (1756–1806), österreichischer Kirchenkomponist
- Friedrich Leitner (Botaniker) (1812–1838), deutscher Arzt, Botaniker und Biologe
- Friedrich Leitner (Wirtschaftswissenschaftler) (1874–1945), deutsch-österreichischer Wirtschaftswissenschaftler
- Friedrich Leitner (Historiker) (1945–2022), österreichischer Historiker
- Fritz Leitner (1946–1991), österreichischer Politiker (SPÖ)

### G
- Gerhard Leitner (Anglist) (* 1944), deutscher Anglist
- Gerhard Leitner (Politiker) (1951–2020), österreichischer Politiker (SPÖ)
- Gerit von Leitner (1941–2025), deutsche Archäologin, Film- und Hörfunkautorin
- Gernot Leitner (* 1967), österreichischer Volleyball- und Beachvolleyballspieler
- Gottlieb William Leitner (1840–1899), ungarischer Orientalist
- Gudrun von Leitner (* 1940), deutsche Malerin
- Günther Leitner (* 1946), österreichischer Kulturmanager

### H
- Hans Leitner (Täufer) (* 15. Jahrhundert oder 16. Jahrhundert; † 1560), Märtyrer der Täuferbewegung
- Hans Leitner (Rennfahrer), österreichischer Motorradrennfahrer
- Hans Leitner (Fußballspieler), österreichischer Fußballspieler
- Hans Leitner (Organist) (* 1961), deutscher Organist
- Heidi Leitner (* 1968), italienische Bildhauerin und Künstlerin
- Heinrich Leitner (1842–1913), österreichisch-deutscher Maler
- Helga Leitner (* 1949), österreichische Geographin
- Hermann Leitner (1927–2013), österreichischer Film- und Fernsehregisseur
- Horst Leitner (* 1981), österreichischer Basketballtrainer

### J
- Jan Leitner (* 1953), tschechoslowakischer Weitspringer
- Johann Leitner (* 1951), österreichischer Schuhmacher und Skischuh-Entwickler
- Johann Matthias Leitner (fl. 1730 bis 1760), österreichischer Bildhauer
- Johann Sebastian Leitner (1715 bis 1795), deutscher Kupferstecher in Nürnberg
- Johanna Mikl-Leitner (* 1964), österreichische Politikerin (ÖVP) und Landeshauptfrau von Niederösterreich
- Josef Leitner (Politiker, 1851) (1851–1901), österreichischer Priester und Politiker, Salzburger Landtagsabgeordneter
- Josef Leitner (Politiker, 1860) (1860–1928), österreichischer Politiker (CSP)
- Josef Leitner (Politiker, 1911) (1911–1984), österreichischer Politiker (SPÖ)
- Josef Leitner (Politiker, 1972) (* 1972), österreichischer Politiker (SPÖ)
- Jürgen Leitner (Fußballspieler) (* 1975), österreichischer Fußballspieler
- Jürgen Leitner (Musiker) (* 1979), österreichischer Musiker und Produzent

### K
- Karin Leitner, österreichische Flötistin
- Karl Leitner (Bankier) (1855–1911), österreichischer Bankier und Unternehmer
- Karl Leitner (Kanute) (* 1937), österreichischer Kanute
- Karl Gottfried von Leitner (1800–1890), österreichischer Schriftsteller
- Kathi Leitner (* 1948), deutsche Volksschauspielerin
- Kevin Leitner (* 1986), österreichischer Fußballspieler
- Kevin Leitner (Koch) (* 1989), deutscher Koch
- Kurt Leitner (1946–2018), österreichischer Fußballspieler

### L
- Laurenz Leitner (* 2000), österreichischer Beachvolleyballspieler
- Leo Leitner (* 1927), österreichischer Pädagoge
- Ludwig Leitner (1940–2013), deutscher Skirennläufer

### M
- Maria Leitner (1892–1942), ungarisch-österreichische Schriftstellerin
- Mario Leitner (* 1997), österreichischer Kanute
- Markus Leitner (* 1967), Schweizer Botschafter im Iran
- Martin Leitner (* 1959), deutscher Mathematiker
- Mathias Leitner (* 1935),  österreichischer Skirennläufer
- Max Leitner (Politiker) (1882–1938), österreichischer Forst- und Gutsverwalter, sowie Politiker
- Max Leitner (Krimineller) (1958–2024), italienischer (Südtiroler) Krimineller und Gefängnisausbrecher
- Michael Leitner (* 1974), österreichischer Fußballspieler
- Mike Leitner (* 1962), österreichischer Motorradrennfahrer und Motorsportmanager
- Miroslav Leitner (* 1966), slowakischer Skibergsteiger
- Moritz Leitner (* 1992), deutsch-österreichischer Fußballspieler

### N
- Nitsana Darshan-Leitner (* 1973), israelische Rechtsanwältin und Menschenrechtsaktivistin
- Nora Leitner (* 2002), österreichische Handballspielerin
- Norbert Leitner (Offizier) (* 1963), österreichischer Polizist, Leiter der Sicherheitsakademie
- Norbert Leitner (Fußballspieler) (* 1969), österreichischer Fußballspieler
- Norbert Leitner (Skispringer), österreichischer Skispringer

### O
- Olaf Leitner (* 1942), deutscher Musikjournalist
- Otto Leitner (* 1930), österreichischer Architekt

### P
- Patric Leitner (* 1977), deutscher Rennrodler
- Paul Albert Leitner (* 1958), österreichischer Fotograf
- Peter Leitner (* 1956), deutscher Skispringer
- Peter Leitner (Politiker) (1944–1996), österreichischer Politiker (ÖVP)
- Pius Leitner (* 1954), Südtiroler Politiker

### Q
- Quirin von Leitner (1834–1893), österreichischer Historiker

### R
- Roman Leitner (1919–2012), österreichischer Wirtschaftsprüfer und Steuerberater
- Rudolf Leitner (1891–1947), österreichisch-ungarischer/deutscher Diplomat
- Rudolf Leitner-Gründberg (* 1955), österreichischer Maler

### S
- Sandra Leitner (* 1996), deutsche Musicaldarstellerin
- Sebastian Leitner (Publizist) (1919–1989), deutscher Publizist
- Sebastian Leitner (Fußballspieler) (* 2005), österreichischer Fußballspieler
- Sepp Leitner (* 1972), österreichischer Politiker (SPÖ), siehe Josef Leitner (Politiker, 1972)
- Severin Leitner (1945–2015), italienischer Ordensgeistlicher (Südtirol)
- Sigrid Leitner (* 1970), deutsche Politikwissenschaftlerin und Hochschullehrerin

### T
- Tarek Leitner (* 1972), österreichischer Moderator
- Thea Leitner (1921–2016), österreichische Autorin und Journalistin
- Thomas Leitner (1876–1948), österreichischer Maler

### V
- Vladimír Leitner (* 1974), slowakischer Fußballspieler

### W
- Walter Leitner (Politiker) (1915–2002), österreichischer Politiker (FPÖ)
- Walter Leitner (Bildhauer) (* 1927), österreichischer Bildhauer
- Walter Leitner (Archäologe) (* 1950), österreichischer Archäologe und Hochschullehrer
- Walter Leitner (Chemiker) (* 1963), deutscher Chemiker und Hochschullehrer
- Walter Leitner (Fußballspieler) (* 1973), österreichischer Fußballspieler
- Werner Leitner (Psychologe) (* 1959), deutscher Psychologe
- Werner Leitner (Jurist) (* 1959), deutscher Jurist
- Werner Leitner (Triathlet) (* 1969), österreichischer Triathlet
- Wilhelm Leitner (1926–1999), österreichischer Geograf
- Wolfgang Leitner (* 1953), österreichischer Manager